# مارسيلو مارتينيز
مارسيلو مارتينيز (9 أكتوبر 1983 أسونسيون باراغواي - ) هو لاعب كرة قدم باراغواياني، يلعب كمدافع.